# Marilyn (album)
Marilyn è il secondo disco dell'Assemblea Musicale Teatrale, pubblicato nel 1977.
In questo album l'Assemblea si distacca da quello che era stato il suo stile nell'album precedente, Dietro le sbarre, per sperimentare un polistilismo che sarà una delle loro caratteristiche principali.

## Tracce
1. Marilyn – 3:08
2. America – 3:18
3. Gli Indiani – 3:18
4. Tutto è spettacolo – 2:55
5. Le condoglianze – 3:32
6. La città futura – 2:21
7. Festa – 2:28
8. Carlo Marx – 5:53
9. Ribellarsi è giusto – 3:37
10. Amica dolce, amico caro – 3:00
11. I ricchi – 3:50

## Formazione
- Alberto Canepa - voce e percussioni
- Giampiero Alloisio - voce
- Lilli Iadeluca - voce
- Gianni Martini - chitarra e voce
- Bruno Biggi - basso
- Ezio Cingano - tastiera
- Gino Ulivi - batteria e percussioni